# Área de conservación privada Paraíso Natural Iwirati
El área de conservación privada Paraíso Natural Iwirati (o ACP Paraíso Natural Iwirati) es un área protegida de la Amazonia peruana. Fue establecida el 14 de enero de 2014 mediante Resolución Ministerial N° 010-2014-MINAM. Tiene un área SIG de 100 ha. ubicado en el distrito de Nauta, provincia de Loreto y departamento de Loreto.
La solicitud para su creación fue presentada por la comunidad nativa Puerto Prado, a través del presidente de su junta directiva, Ema Adith Tapullima Murayari. La comunidad de Puerto Prado además de fomentar el desarrollo sostenible en el área también la protege de la deforestación.

## Antecedentes
La comunidad de Puerto Prado se mudó varias veces antes de asentarse finalmente al lado del río Marañón por culpa de los taladores ilegales, quienes les desmantelaban sus casas y los amenazaban con escopetas, tumbando sus bosques.
En el 2013, Ema Tapullima, la primera mujer teniente gobernador de Loreto, recibió el premio de Ciudadanía Ambiental 2013 en la categoría Tradiciones ambientales populares en representación de la comunidad nativa Puerto Prado. Con la finalidad de proteger su bosque fomentaron su reconocimiento como Área de Conservación Privada (ACP), siendo la primera comunidad certificada como ACP.

## Objetivo de reconocimiento
Conservar una muestra de la diversidad biológica y los servicios ambientales de la ecorregión Varzea de Iquitos, mediante la revalorización de los conocimientos tradicionales Kukama y el aprovechamiento sostenible de los recursos naturales del área.

## Turismo y desarrollo sostenible
La comunidad tiene un convenio con Aqua Expeditions, empresa de cruceros en la selva quienes además de llevarles turistas también los asesoran en temas de turismo. Asimismo, la comunidad ha creado la asociación Artesanías Karhrhuara orno, ellas usan plantas como la chambira, el huingo, semillas de achiote y tintes naturales para crear sus productos.

### Bosque de los Niños (BoNi)
El bosque de los niños es un espacio para el aprendizaje donde se reforesta, se cultiva plantas y se juega. Este espacio es administrado por niños y jóvenes donde se fomenta el amor y la conservación de la naturaleza.

## Accesibilidad
Desde la ciudad de Iquitos hay que tomar una movilidad hasta Nauta y luego un mototaxi hasta el Puerto.
Del puerto ir por el río Marañón en peque-peque a la comunidad nativa Puerto Prado.